# Shuanghua
Shuanghua är en köping i sydöstra Kina. Den ligger i Wuhua härad i staden Meizhou i provinsen Guangdong, omkring 270 kilometer öster om provinshuvudstaden Guangzhou. Antalet invånare är 27 127. Befolkningen består av 13 402 kvinnor och 13 725 män. Barn under 15 år utgör 27,0 %, vuxna 15-64 år 64 %, och äldre över 65 år 8,0 %.